# Марковка (приток Прони)

Марковка — река в России, протекает в Тульской области. Левый приток Прони.

## География
Река Марковка берёт начало в районе Сокольников (бывшего города, ныне  микрорайона Новомосковска). Течёт на восток, пересекает автодорогу Р144. Впадает в Пронское водохранилище на реке Проне около деревни Большие Стрельцы. Устье реки находится в 275 км по левому берегу реки Проня. Длина реки составляет 24 км, площадь водосборного бассейна 174 км².
Притоки (км от устья)
- 4,3 км: река без названия, у с. Юсуповки (пр)
- 8,3 км: река Карачаевка (Карачевка) (пр)

В Марковку к северу от посёлка Пронь также впадает ручей Проня (не путать с рекой Проня).

## Данные водного реестра
По данным государственного водного реестра России относится к Окскому бассейновому округу, водохозяйственный участок реки — Проня от истока и до устья, речной подбассейн реки — Бассейны притоков Оки до впадения Мокши. Речной бассейн реки — Ока.
По данным геоинформационной системы водохозяйственного районирования территории РФ, подготовленной Федеральным агентством водных ресурсов:
- Код водного объекта в государственном водном реестре — 09010102112110000025172
- Код по гидрологической изученности (ГИ) — 110002520
- Код бассейна — 09.01.01.021
- Номер тома по ГИ — 10
- Выпуск по ГИ — 0